# Damavand (frégate)
Le Damavand (persan : ناوشکن دماوند), également connu sous le nom de Jamaran-2 (جماران ۲) et Velayat (ولایت), est une frégate de la classe Moudge,  ancien vaisseau amiral de la flotte du nord de la marine de la république islamique d'Iran.
Il est nommé Damavand après son inauguration dans la mer Caspienne en mars 2015. Il fait naufrage le 28 janvier 2018, après avoir heurté le brise-lames de Bandar-e Anzali le 10 janvier.

## Conception et construction
Le 23 février 2010, les médias iraniens ont annoncé le lancement de la production du navire. Le navire a la capacité de transporter des hélicoptères, des missiles anti-navires, missiles surface-air, torpilles, canons modernes et canons de défense aérienne. Le navire est également équipé de dispositifs de guerre électronique.
Le navire de guerre utilise un nouveau radar à antenne active (AESA), qui est testé en 2011. Le développement de ce nouveau dispositif a cependant pris plus de temps que prévu et a retardé le lancement du navire à mars 2013. Le radar de conduite de tir est également remplacé par un dôme radar moderne. De nouveaux capteurs, dispositifs de guerre électronique et radars sont également installés sur le navire, améliorant encore ses capacités. La frégate dispose d'un système de contrôle de commande central d'attaque et de gestion de la guerre intégré à l'intérieur de ses systèmes, permettant au navire de suivre simultanément 100 cibles de surface et aériennes et de choisir la meilleure pour les attaquer.

## Historique
Le Damavand, anciennement connu sous le nom de Velayat, est lancé en mars 2013 dans la mer Caspienne près de la ville portuaire de Bandar-Anzali, au nord. Le Damavand effectue des tests moteurs et effectue un test SAT en mer Caspienne du 16 au 17 juillet 2014 avant de rejoindre officiellement la Marine le 9 mars 2015.

### Naufrage
Le 10 janvier 2018, le Damavand est basé à Bandar-Anzali sur la mer Caspienne. On pense que l'incident est probablement le résultat d'une erreur de navigation, affectée par une forte tempête dans la région, créant des vagues hautes et une faible visibilité ce jour-là. Au cours de l'incident, six membres de l'équipage du navire sont tombés à la mer. Quatre de ces membres d'équipage seront ensuite secourus, deux étant actuellement considérés comme disparus selon certaines sources. La marine iranienne refusa de confirmer l'information.
Une vidéo diffusée dans les médias iraniens montre que le Damavand avait complètement coulé dans la mer Caspienne quelques semaines après avoir subi des dommages lors de la tempête au large du port d'Anzali. Cela entraînera peut-être la radiation du navire de la liste de commission active des frégates de la classe Moudge,.
Le 5 août 2019, le contre-amiral Hossein Khanzadi, commandant de la marine de la République islamique d'Iran, a déclaré (au sein du Jane's Defence Weekly) : « Le destroyer a été entièrement relancé et cela a été fait en 18 mois. L'amiral a également indiqué que le navire serait remis en service avant la fin de l'année en cours (du calendrier iranien ; 19 mars 2020). Cependant, la coque d'un navire similaire a été repéré sur des images satellites, en cours de construction dans le port de la mer Caspienne à Bandar-e Anzali.

## Dans la culture populaire
L'auteur-compositeur-interprète iranien Amir Tataloo tourna un clip de sa chanson Energy Hastei à bord du Damavand, qui devint viral pendant l'Accord de Vienne sur le nucléaire iranien.